# Stenbäckens naturvårdsområde
Stenbäckens naturvårdsområde är ett naturvårdsområde (sedan 1999 likställt med naturreservat) i Gävle kommun i Gävleborgs län.
Området är naturskyddat sedan 1985 och är 5 hektar stort. Reservatet ligger vid Gavleån i Hagaström och består av en bäckravin med gråal, hägg, alm och lönn. 